# Mikołaj Gomółka
Mikołaj Gomółka   (Sandomierz, c. 1535 (Gregorià) - Yazlovets, 1609) fou un compositor renaixentista polonès, i membre de la cort reial de Sigismund II August, on fou cantant, flautista i trompetista.
Gomółka va néixer a Sandomierz. Entre 1545 i 1563 es va allotjar a la cort reial, on va aprendre a tocar la flauta, el 'sztort' (un antic instrument de vent polonès, prototip del fagot), el violí i el llaüt, i després es va convertir en músic de capella reial. amb plens drets. Després d'haver abandonat la cort va complir diverses funcions socials i legals a Sandomierz; durant un cert temps va romandre a la cort del bisbe de Cracòvia Piotr Myszkowski (a qui va dedicar la seva obra "Melodies pel salteri polonès"); va realitzar investigacions mineres a prop de Muszyna i també va romandre a la cort de Jan Zamoyskia Cracòvia, on encara vivia el 30 d'abril de 1591; aquesta és la darrera data coneguda de la seva vida.
L'única obra conservada de Gomółka és una col·lecció de 150 composicions independents del text del Salteri de David de Jan Kochanowski, per a un cor mixt no acompanyat de quatre parts. La música està totalment subordinada als continguts i a la capa expressiva del text; il·lustra l'estat d'ànim o les paraules particulars mitjançant dispositius musicals. En algunes obres, el compositor aplica ritmes de dansa característics de la canzonetta. Les "Melodies per al Salteri polonès" són un valuós monument de la cultura polonesa antiga que mostra els èxits laics del Renaixement adaptats a les condicions poloneses.

## Música
"Melodies per al Saltiri polonesa" ("Melodiae na Psałterz polski") de Mikołaj Gomolka es va registrar el 1996 en CD per la música antiga instruments medievals de Varsòvia Music Society conjunt-DA Nova i Conjunt Vocal Il Canto. CD va aconseguir adjudicació de la indústria musical polonesa Fryderyk en la categoria de música primerenca el 1996.